# Kaikohe
Kaikohe è una cittadina neozelandese del Northland e capoluogo del distretto di Far North, circa 260 chilometri a nord-ovest di Auckland.